# Pic de Vallhiverna
El pic de Vallhiverna o pic de Vallibierna és una muntanya de 3.067 metres que es troba a la Ribagorça, al massís de la Maladeta, província d'Osca (Aragó).
Una de les rutes d'ascensió es fa des de la presa de Llauset, a 2.135 m. Es tracta d'una excursió fàcil a l'estiu, fins al coll de Llauset. Des d'ací se supera una cresta fins a coronar la Tuca de Culebres de 3.062 m. Passant l'aresta que uneix els dos cims, coneguda com el Pas del Cavall i que requereix passar amb molta precaució.

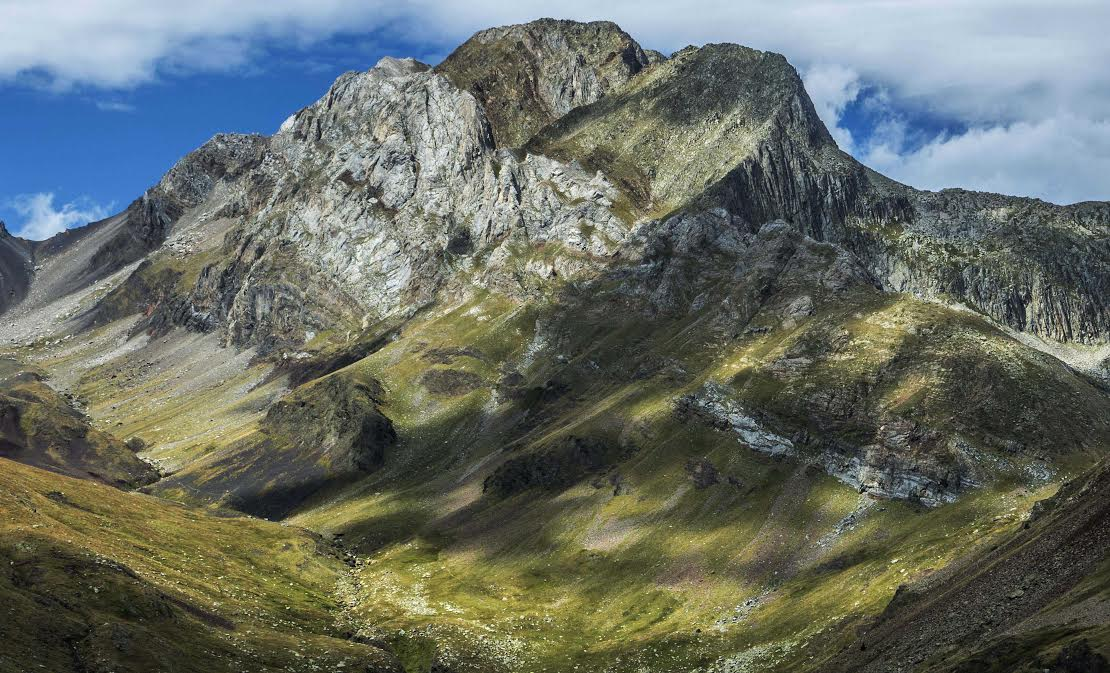
Pic de Vallibierna

Una altra opció d'accés és des del Refugi Cap de Llauset, pel camí que puja directe fins als estanys de Coma Arnau, ruta normal per a pujar al Vallibierna